# 喜連川社会復帰促進センター
喜連川社会復帰促進センター（きつれがわしゃかいふっきそくしんセンター）は、栃木県さくら市喜連川にある刑務所。日本で3番目、東日本で初の民間企業が運営に一部参加するPFI方式 (Private Finance Initiative) による刑務所である。1999年（平成11年）に廃止された黒羽刑務所喜連川刑務支所跡地に開設した。
国が設計した施設をPFI事業で運営する「運営特化型PFI事業」施設で、設計段階から民間企業が参加する「島根あさひ社会復帰促進センター」「美祢社会復帰促進センター」と事業形態が異なる。
下部機関として、2022年に廃庁となった黒羽刑務所から移管された宇都宮拘置支所、大田原拘置支所を持つ。

## 概要
- 所在地：栃木県さくら市喜連川5547番地
- 面積：約42万平方メートル（約42ヘクタール）
- 延べ床面積：刑務所施設が約7万1200平方メートル、職員宿舎が約1万2100平方メートル
- 職員：刑務官（国家公務員）250人、民間社員150人
- 交通：JR東日本宇都宮駅・氏家駅から、関東自動車バス馬頭行で「喜連川センター前」下車。

## 収容分類級
- A：犯罪傾向の進んでいない者（初犯者。ただし、暴力団の関係者は初犯でも再犯と同等の「B」に分類される）
- P：身体上の疾患または障害のある者（医療刑務所または医療重点施設への収容を必要とする者）（Patient）
- M：精神障害者 (Mental)

刑期が1年以上8年未満の犯罪傾向の進んでいない男子の受刑者約2000名を収容する。暴力団関係者や累犯受刑者は、対象としない。500名は軽度の身体障害（体の不自由な高齢受刑者含む）、知的障害、精神障害のある受刑者を受け入れる。
W　女子 (Women) もごく少数収容する。

## 更生プログラム・職業訓練
グループセッションを中心とした改善指導を行うなど、新しいプログラムを取り入れる。職業訓練も、即戦力として就労することが期待できるサービス業に重点を置き、調理師等の資格取得ができるようにする。また、障害を持つ受刑者のために、理学療法士やトレーナーによるリハビリ、モザイクタイルの制作やフラワーアレンジメント教室といった作業療法なども行う。
高齢受刑者には、行動・感情の抑制や認知症予防のため、川島隆太教授（東北大学）監修の「脳を鍛えるトレーニング」のドリルを活用する。屋外で運動できない車椅子の障害者のために、約10平方メートルの運動スペースの付いた個室も準備してある。散歩をすることで精神安定が図れるように庭園型運動場も整備されている。
なお、PFI方式の刑務所も、通常の刑務所と同様に男性受刑者への丸刈りの強制が行われている。

## PFI方式による運営
刑務所の運営の一部は、PFI（民間資金の活用による社会資本整備）事業により民間企業によって行われている。2020年6月30日に開始された喜連川社会復帰促進センターと播磨社会復帰促進センターの一部業務の運営委託の入札（同年11月18日開札）により、株式会社小学館集英社プロダクションを代表とする4社からなる株式会社小学館集英社プロダクショングループが151億1,057万9,979円（税込価格）で、株式会社小学館集英社プロダクショングループのみ手を挙げ、入札参加資格審査において入札参加に問題ないとし、総合評価落札方式により行われたため提案書の審査を行い、提案書審査の必須項目で適格と判断した上で落札した。事業期間は2022年4月1日から2030年3月31日までの8年。開所から2022年3月31日まで委託された喜連川セコムグループ（セコム株式会社を代表とする7社）から、セコム株式会社、セコムトラストシステムズ株式会社、三井物産株式会社、株式会社フジスタッフ（現・ランスタッド株式会社）に代替して、株式会社小学館集英社プロダクションが第2期事業を受託した。
- 小学館集英社プロダクショングループの構成
  - 代表企業 - 株式会社小学館集英社プロダクション
  - グループ企業 -  エームサービス株式会社、東京美装興業株式会社、大林ファシリティーズ株式会社

グループは、刑務所運営事業のうち、施設の維持管理（東京美装興業）、総務事務支援（小学館集英社プロダクション）、施設の警備（大林ファシリティーズ）、職業訓練と教育・分類（小学館集英社プロダクション）、領置物の保管、健康診断（小学館集英社プロダクション）、食事・衣類の提供、洗濯、清掃（エームサービス）、刑務作業企画支援（小学館集英社プロダクション）などを行う。国は財政負担を軽減して、維持管理費などを事業者に支払う。事業者は、購買業務と職員食堂事業から収益を得る。
PFI特区は栃木県内全域に設定され、県内の既存施設でA級施設の黒羽刑務所はPFI方式の運営に移行して2022年3月31日に閉庁した。

## 著名な受刑者
出所済みの者を含む
- 新井浩文
- 鈴木宗男
- 村上正邦
- 守屋武昌
- 佐藤英児
- 井川意高
- D.O （本名は君塚慈容（きみづか しげやす）
- 河井克行
- 京都アニメーション放火殺人事件の犯人 - 同事件を起こす前の2012年には強盗事件を起こして実刑判決が確定し、同年12月から2016年1月に満期出所するまで当刑務所に服役していた[2]。

## 沿革
- 2006年（平成18年）
  - 12月24日　栃木県経営者協会、氏家商工会、喜連川商工会が「栃木さくら地域振興コンソーシアム」を設立
- 2007年（平成19年）
  - 3月30日　「喜連川社会復帰促進センターなどPFI特区」が構造改革特区として内閣府に認定される
  - 4月13日　入札により、喜連川セコムグループが落札
  - 6月　社会復帰サポート喜連川株式会社設立
  - 6月5日　国と社会復帰サポート喜連川株式会社が事業契約を締結
  - 10月13日　開所、運営開始